# 南浦線
南浦線（朝鲜语：／ Namp'o sŏn */?）是朝鮮民主主義人民共和國的一條鐵道線路，站點為南浦市的新南浦站到南浦站。

## 路线概况
- 距离：0.3km
- 车站数：2
- 轨距：1435mm
- 电气化区间：直流3kV
- 复线区间：无